# Grijskapdwergmierpitta
De grijskapdwergmierpitta (Grallaricula nana) is een zangvogel uit de familie Grallariidae.

## Verspreiding en leefgebied
Deze soort komt voor in het noorden en noordwesten van Zuid-Amerika en telt zes ondersoorten:
- G. n. nana occidentalis: westelijk Colombia.
- G. n. nana: van oostelijk Colombia en westelijk Venezuela tot noordelijk Peru.
- G. n. hallsi: noordelijk-centraal Colombia.
- G. n. nanitaea: Mérida (westelijk Venezuela).
- G. n. olivascens: noordelijk Venezuela.
- G. n. kukenamensis: zuidoostelijk Venezuela en westelijk Guyana.

## Status
De grootte van de populatie is niet gekwantificeerd maar de soort wordt omschreven als vrij algemeen. Op de Rode lijst van de IUCN heeft deze soort de status niet bedreigd.